# 王同琢
王同琢（1944年—2023年11月12日），山东淄博人，中国人民解放军将领、中国人民解放军中将。 
1995年，授予中国人民解放军中将，曾任广州军区副政治委员兼纪律检查委员会书记。2008年，当选第十一届全国政协委员，代表特别邀请人士，分入第五十五组。